# Pietra runica di Berezanj
La Pietra runica di Berezanj fu scoperta nel 1905 da Ernst von Stern, professore all'università di Odessa sull'isola di Berezan (nota anche come Isola di san Etherius), ove il fiume Dnepr si riversa nel Mar Nero. Le sue dimensioni sono: 48 centimetri di larghezza, 47 centimetri di altezza e 12 centimetri di spessore; attualmente è esposta al museo di Odessa.. Fu realizzata da un commerciante variago di nome Grani in memoria del suo socio in affari Karl. Probabilmente entrambi erano originari del Gotland.

## Sito
46°36′N 31°24.6′E

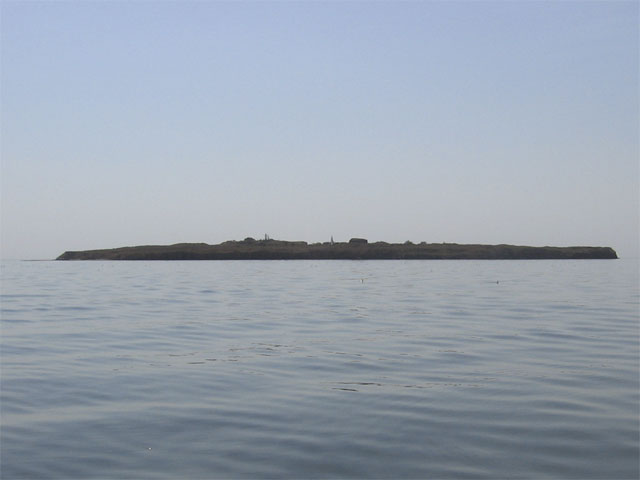
Isola di Berezan.

L'isola di Berezan si trova nel Mar Nero a poca distanza dalla foce del fiume Dnepr. Le sue baie hanno dato rifugio alle navi vichinghe che percorrevano la rotta commerciale dalla terra dei variaghi verso la Grecia. Così Jansson descrive la sua importanza:

## Scoperta
La pietra venne scoperta durante lo scavo di un kurgan risalente al VI secolo d.C. Dopo la sua costruzione, il kurgan fu riutilizzato per ulteriori 48 sepolture di diverso tipo e con diverse profondità. Nessuno dei corpi sembra essere stato incenerito; alcuni erano stati sepolti alla svelta, senza corredi funebri, mentre altri avevano ricevuto bare in legno o quanto meno erano stati adagiati su delle tavole prima dell'inumazione, mentre alcuni sono stati sepolti in bare realizzate con lastre piatte di pietra. Il 9 giugno, l'équipe di von Stern scoprì una bara di pietra nella parte orientale del kurgan, contenente uno scheletro il cui cranio è stato appoggiato sulla pietra runica. Il reperto venne notato da von Stern un attimo prima che un operaio lo gettasse tra le macerie dello scavo. Probabilmente la lastra incisa non era nel suo sito originario, ma doveva provenire da alcuni tumuli più piccoli siti nelle vicinanze del sito.

## Iscrizione
L'iscrizione è completamente conservata, il che è dimostrato dal fatto che la prima e l'ultima lettera indicano proprio il termine del testo. L'incisione è lunga 8 centimetri e alta 0.75 cm.
Traslitterazione in caratteri latini:
krani : kerþi : (h)alf : þisi : iftir : kal : fi:laka : si(n)
Traslitterazione in Norreno:
Grani gærði hvalf þessi æftiR Karl, felaga sinn.
Traduzione in Italiano:
Grani realizzò questa sepoltura in memoria di Karl, suo socio.

## Identificazione
È molto difficile dire da dove provenissero Grani e Karl. Nell'iscrizione la parola in norreno hvalf (bara, sepoltura) viene utilizzata esclusivamente nel Gotland (solo successivamente si riscontrano esempi nel Västergötland). Non si riscontrano tratti particolari che possano suggerire l'utilizzo come lingua del Gutnico antico, ma la forma dei caratteri e il loro posizionamento sono soliti del Gotland. Probabilmente Grani e Karl erano diretti, o provenivano da, Costantinopoli, quando Karl morì e Grani preparò il suo ultimo luogo di riposo su un'isola che era sempre visitata da marinai e che i Bizantini chiamavano "isola di San Etherius".
La parola felaga indica che Karl era partner economico di Grain ed è probabile che i due avessero tra loro un accordo mercantile, anche se potrebbe essere che i due fossero semplici membri di uno stesso seguito.

## Unicità del reperto
Il motivo per cui sono state scoperte poche iscrizioni runiche in Europa orientale dipende principalmente dalla scarsità di materiale lapideo. Può anche dipendere dal fatto che le popolazioni locali erano solite incidere iscrizioni su pali di legno posti poi sui tumuli funerali, come descritto da Ibn Fadlan quando incontrò dei coloni scandinavi sulle rive del Volga.